# Adjudant (Oeteldonk)
De Adjudant of D'n Adjudant van de Prins is een carnavalesk persoon uit het carnaval van Oeteldonk. De officiële aanspreektitel van deze persoon luidt "Adjudant van Z.K.H. Prins Amadeiro". Per Adjudant wordt een nieuwe naam bepaald, de huidige adjudant van Prins Amadeiro XXVII draagt de naam Graaf van Schie, Marquis du Haut-Ouest en de rol wordt sinds maart 2025 vervuld door een persoon die in het dagelijks leven de naam Arne Hoogervorst draagt.
De Adjudant draagt dezelfde kleding als de prins, behalve de sjerp en het prinsenkruis. De sjerp van de adjudant heeft de kleuren rood, wit en geel.
De Adjudant bevindt zich continu aan de zijde van Prins Amadeiro en draagt zorg voor het welzijn van de Prins in de breedste zin van het woord. Dit alles in overleg met de Korporaal van ut Gevollug en Driek Pakaon. Hij zorgt ervoor dat alle egards tegenover de Prins in acht worden genomen. Hij kan echter niet zonder de Prins optreden.
De Adjudant kan zich buiten het programma onder het volk mengen, maar dan wel incognito. Hij moet zijn officiële kleding uit doen en moet dan in boerenkiel. Ze dienen dan zich naargelang van hun waardigheid gedragen.